# Trevenzuolo
Trevenzuolo (velenceiül Trevensoło) település Olaszországban, Veneto régióban, Verona megyében. Lakosainak száma 2752 fő (2023. január 1.). Trevenzuolo Castelbelforte, Erbè, Isola della Scala, Nogarole Rocca, Roverbella és Vigasio községekkel határos.

## Népesség
A település népességének változása:
| Lakosok száma | 2754 | 2752 | 2752 |
|               | 2017 | 2018 | 2023 |